# Woolsthorpe-by-Colsterworth
Woolsthorpe-by-Colsterworth är en by i Lincolnshire i England, 170 kilometer norr om London. Den är främst känd som Isaac Newtons födelseplats.